# Apache Struts
Struts es una herramienta de soporte para el desarrollo de aplicaciones Web del patrón MVC bajo la plataforma Java EE (Java Enterprise Edition). Struts se desarrollaba como parte del proyecto Jakarta de la Apache Software Foundation, pero actualmente es un proyecto conocido como Apache Struts.
Struts permite reducir el tiempo de desarrollo. Su carácter de "software libre" y su compatibilidad con todas las plataformas en las que Java Entreprise esté disponible lo convierten en una herramienta altamente disponible.
El 5 de marzo de 2013, Struts 1 llegó al final de su vida y dejó de estar oficialmente soportado.
Struts 2 es un nuevo framework (anteriormente conocido como WebWork 2) que introdujo algunas mejoras sobre Struts 1, de cara a simplificar las tareas más comunes en el desarrollo de aplicaciones web, así como mejorar su integración con AJAX, etc.

## Funcionamiento de Struts
Struts se basa en el patrón de arquitectura de software Modelo-Vista-Controlador (MVC) el cual se utiliza ampliamente y es considerado de gran solidez. De acuerdo con este Framework, el procesamiento se separa en tres secciones diferenciadas llamadas el modelo, las vistas y el controlador.

## Struts 1: historia de las distribuciones
Estas son algunas de las versiones distribuidas para Struts 1, desde el lanzamiento, en el año 2000: 
- 2002-02-10: Struts 1.0.2
- 2002-03-20: Struts 1.1 Beta 1
- 2002-08-13: Struts 1.1 Beta 2
- 2002-12-31: Struts 1.1 Beta 3
- 2003-02-22: Struts-1.1-rc1
- 2003-06-10: Struts-1.1-rc2
- 2003-06-30: Struts-1.1
- 2004-08-27: Struts-1.2.2
- 2004-09-13: Struts-1.2.4
- 2004-11-20: Struts-1.2.6
- 2005-05-06: Struts-1.2.7
- 2008-12-01: Struts-1.3.10 (última distribución por EOL)